# Bonaparte Archipelago
Bonaparte Archipelago – archipelag na Oceanie Indyjskim, położony wzdłuż około 150-kilometrowego odcinka północno-zachodniego wybrzeża regionu Kimberley w Australii Zachodniej, naprzeciwko zatok York Sound i Montague Sound. W zależności od ujęcia, do archipelagu często zaliczane są również wyspy w rejonie zatoki Admiralty Gulf (na jego północnym krańcu) oraz duże wyspy Augustus Island i Darcy Island wraz z otaczającymi je wysepkami, leżące dalej na południe, w obszarach zatok Brunswick Bay i Camden Sound. 
Archipelag obejmuje setki niewielkich wysepek i skał, z których większość ma powierzchnię mniejszą niż 1 km². Największą wyspą w archipelagu jest Bigge Island o powierzchni 178 km². Teren ten charakteryzuje się także obecnością licznych podwodnych ławic i mielizn oraz jednych z największych na świecie pływów morskich o wysokości sięgającej 11 metrów.
Archipelag został nazwany 16 sierpnia 1801 roku przez Nicolasa Baudina na cześć Napoleona Bonapartego. Na wyspie Bigge Island odkryto jednak malowidła naskalne przedstawiające żaglowce i postacie palące fajki, będące dowodem na wcześniejsze kontakty rdzennych mieszkańców archipelagu z zagranicznymi żeglarzami. W 1838 roku archipelag został zbadany przez ekspedycję pod przewodnictwem Johna Clementsa Wickhama ze statku HMS „Beagle”.